# Centre culturel de Bonlieu
Le centre culturel de Bonlieu ou centre Bonlieu est un important complexe culturel situé au cœur de la ville d'Annecy dans le département français de Haute-Savoie en région Auvergne-Rhône-Alpes. Il accueille notamment la Scène nationale d'Annecy.

## Situation
Le centre Bonlieu est situé en plein centre-ville d'Annecy, à côté du Pâquier et face au lac d'Annecy. Il est également à quelques centaines de mètres de l'hôtel de ville, de la vieille ville et de la gare, et l'arrêt Bonlieu du réseau de bus de la SIBRA est desservi par toutes les lignes principales.

## Histoire
L'origine du nom est dû au hameau de Bonlieu à Sallenôves d'où provenait la communauté cistercienne installée au XVIIIe siècle dans les anciens locaux du centre culturel d'Annecy.
On commence à parler d'un nouvel équipement culturel dès la fin de l'année 1972. À cette époque se met alors en place une « Commission Bonlieu » chargée de déterminer si une nouvelle salle de spectacle répondant aux exigences techniques et artistiques modernes peut être édifiée à Annecy. Cette commission n'a alors aucun caractère officiel, mais elle est dès lors reconnue par tous les conseillers municipaux intéressés par le projet.
Il faut par la suite attendre le changement de maire en 1975 pour que le centre Bonlieu s'inscrive, en 1977 au sein du programme du mandat municipal.
Construit d'après les plans de l'architecte haut-Savoyard Maurice Novarina, en collaboration avec Jacques Lévy, les travaux du centre Bonlieu débutent en 1978  sur l'emplacement du couvent des Cisterciennes de Bonlieu et se terminent en 1981, année de son inauguration.

## Le centre
Le centre Bonlieu se compose d'un vaste hall circulaire à haut plafond avec deux niveaux de balcons donnant sur lui, accessibles par escaliers et escalators. Les multiples salles du centre sont joignables depuis ces niveaux. Le hall comporte quant à lui quelques commerces et un grand espace est fourni à l'Office du tourisme de la ville d'Annecy.

### Culture
Le complexe culturel de Bonlieu héberge Bonlieu Scène nationale Annecy. Le théâtre, en travaux de 2011 à 2014 comporte aujourd'hui trois salles de spectacle, une petite (300 places) et une grande (1 000 places), et une salle de création (150 places) qui permet de proposer de petites formes de spectacles. Cette dernière salle a aussi été pensée comme un outil de création pour les artistes. Elle se situe dans le carré, une extension au théâtre après 2 ans et demi de travaux. Le théâtre se classe dans les cinq premières scènes nationales de France, en termes de fréquentation et de nombres d'abonnés, il est dirigé depuis 1986 par Salvador Garcia puis par Bertrand Salanon depuis 2023, avec son départ en retraite. La programmation proposée permet de découvrir une offre culturelle très diversifiée (théâtre, danse, art du geste, cirque, musique, jeune public) représentant l'actualité française et internationale du spectacle vivant. 
Le centre héberge également, la bibliothèque municipale de la ville d'Annecy. Il s'agit d'une grande médiathèque dans laquelle sont conservés, consultables et empruntables divers ouvrages, imprimés, disques, films, partitions, cours de langues, cédéroms, ainsi qu’une importante artothèque comprenant près de 2000 œuvres. Le fonds encyclopédique de la bibliothèque comprend deux dominantes: la littérature française contemporaine et l'art contemporain. Le réseau existant offre par ailleurs un accès direct à quelque 250 000 documents, renouvelés de 16 000 chaque année. À noter que les documents usuels, certains périodiques et les documents patrimoniaux ne peuvent être empruntés.
En plus des représentations, le centre accueille et permet également la tenue de conférences culturelles de toutes sortes et comporte des cimaises pour les expositions.

### Scène nationale
La Scène nationale a totalisé 67 228 entrées en 2007 pour le spectacle vivant. Sa fréquentation générale annuelle s'élève quant à elle à 185 048 entrées.

### Commerces et bureaux
Bonlieu n'est pas seulement un centre de manifestations et représentations culturelles, puisque l'on y retrouve les locaux de l'Office de tourisme d'Annecy, une boutique tabac/presse (carterie et marchand de journaux), un salon de coiffure, plusieurs chaînes de restauration rapide, une brasserie, des magasins ainsi que les divers bureaux pour l'équipe de direction, d'administration et de gestion du centre.

### Partenaires
Le centre de Bonlieu est soutenu par la Communauté de l'agglomération d'Annecy, la ville d'Annecy, le ministère de la Culture et de la Communication, la Direction régionale des Affaires culturelles Rhône-Alpes, ainsi que les conseils général et régional de Haute-Savoie et de Rhône-Alpes.

## Évènements

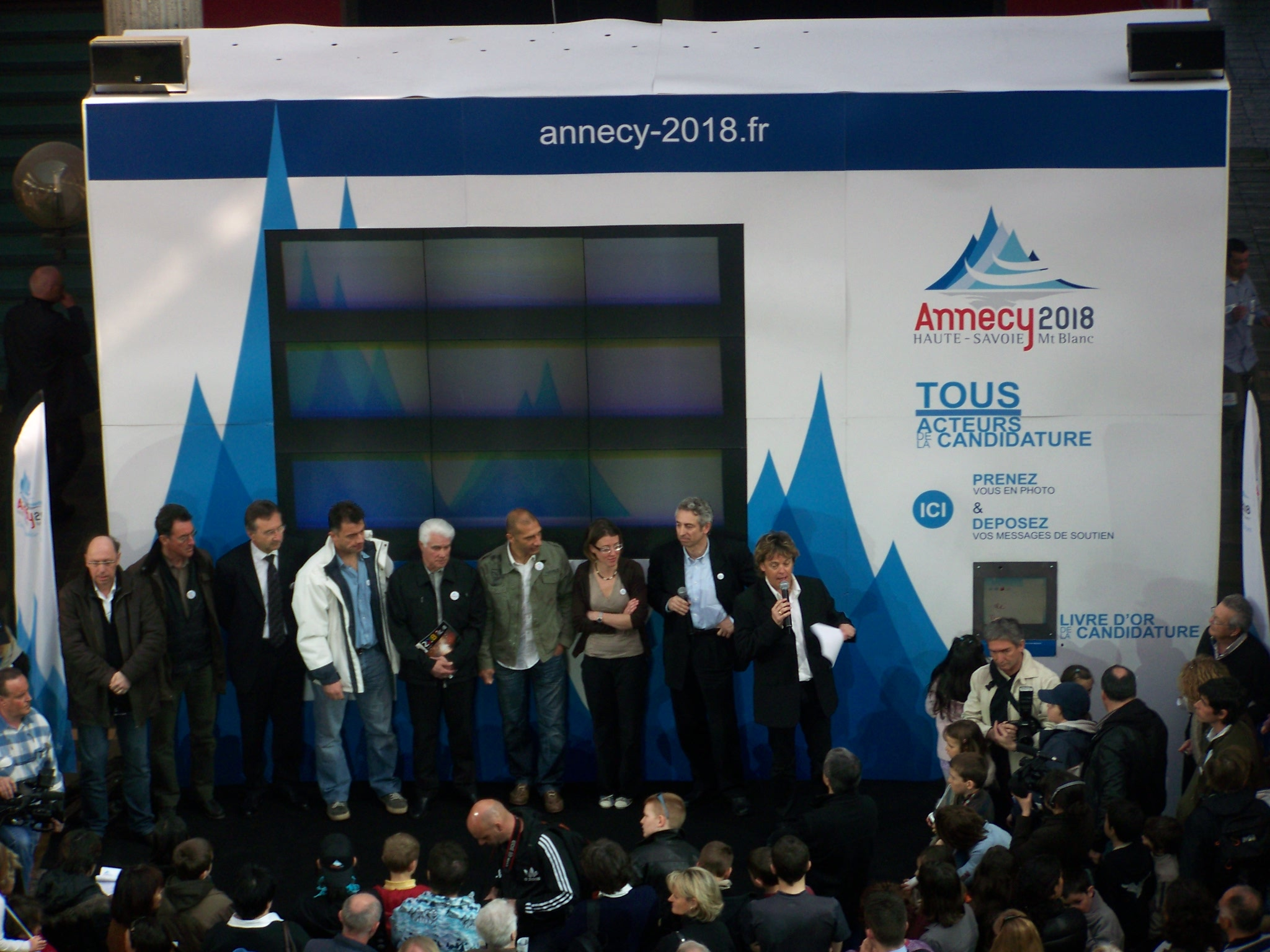
À Bonlieu le jour de la réponse du CIO concernant la candidature de la ville d'Annecy à l'organisation des futurs JO d'hiver de 2018.

- Le 18 mars 2009 a eu lieu dans le hall de l'espace culturel, le rassemblement pour l'attente de la réponse du Comité international olympique vis-à-vis de la candidature de la ville d'Annecy aux Jeux olympiques d'hiver de 2018.